# Isotianil
Isotianil ist eine chemische Verbindung aus der Gruppe der Anilide und Thiazole.

## Gewinnung und Darstellung
Isotianil kann durch Reaktion von 3,4-Dichlor-isothiazol-5-carbonsäure mit Thionylchlorid und anschließende Kupplung mit 2-Cyanoanilin gewonnen werden.

## Eigenschaften
Isotianil ist ein weißes Feststoff mit charakteristischem Geruch.

## Verwendung
Isotianil wird als Fungizid bei Reis gegen den Reisbrandpilz (Magnaporthe grisea) verwendet. Die Verbindung wurde 1997 von der Bayer AG entdeckt, zusammen mit Sumitomo Chemical untersucht und 2010 in Japan und Korea auf den Markt gebracht. In den Staaten der EU und in der Schweiz sind keine Pflanzenschutzmittel mit diesem Wirkstoff zugelassen.

## Externe Links zu erwähnten Verbindungen
1. ↑  Externe Identifikatoren von bzw. Datenbank-Links zu 3,4-Dichlor-1,2-thiazol-5-carbonsäure:  CAS-Nr.: 18480-53-0, EG-Nr.: 619-518-9, ECHA-InfoCard: 100.133.268, PubChem: 49837, ChemSpider: 45200, Wikidata: Q27252224.